# ロサンゼルス上水路

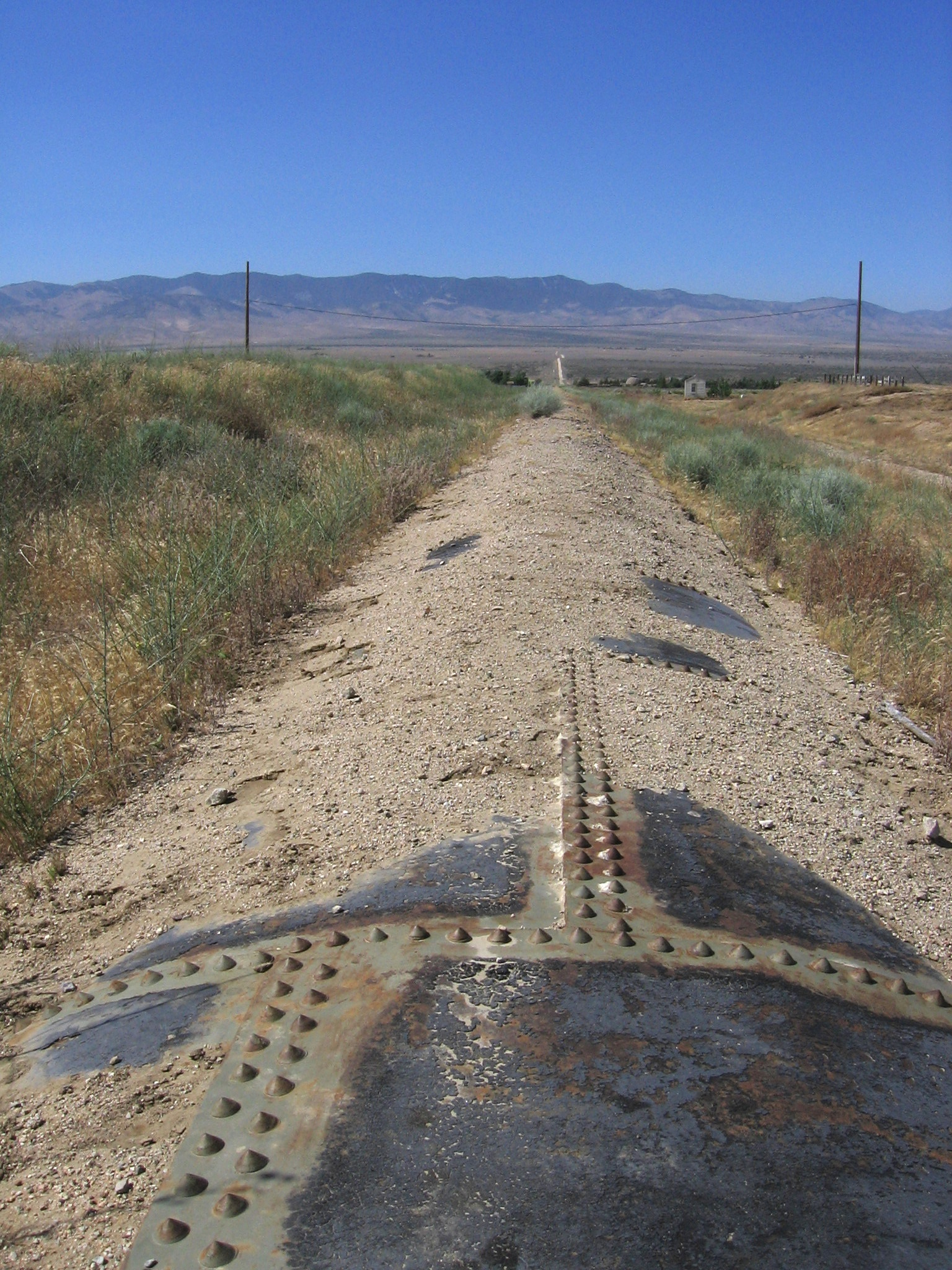
レイヨウ渓谷のロサンゼルス上水路

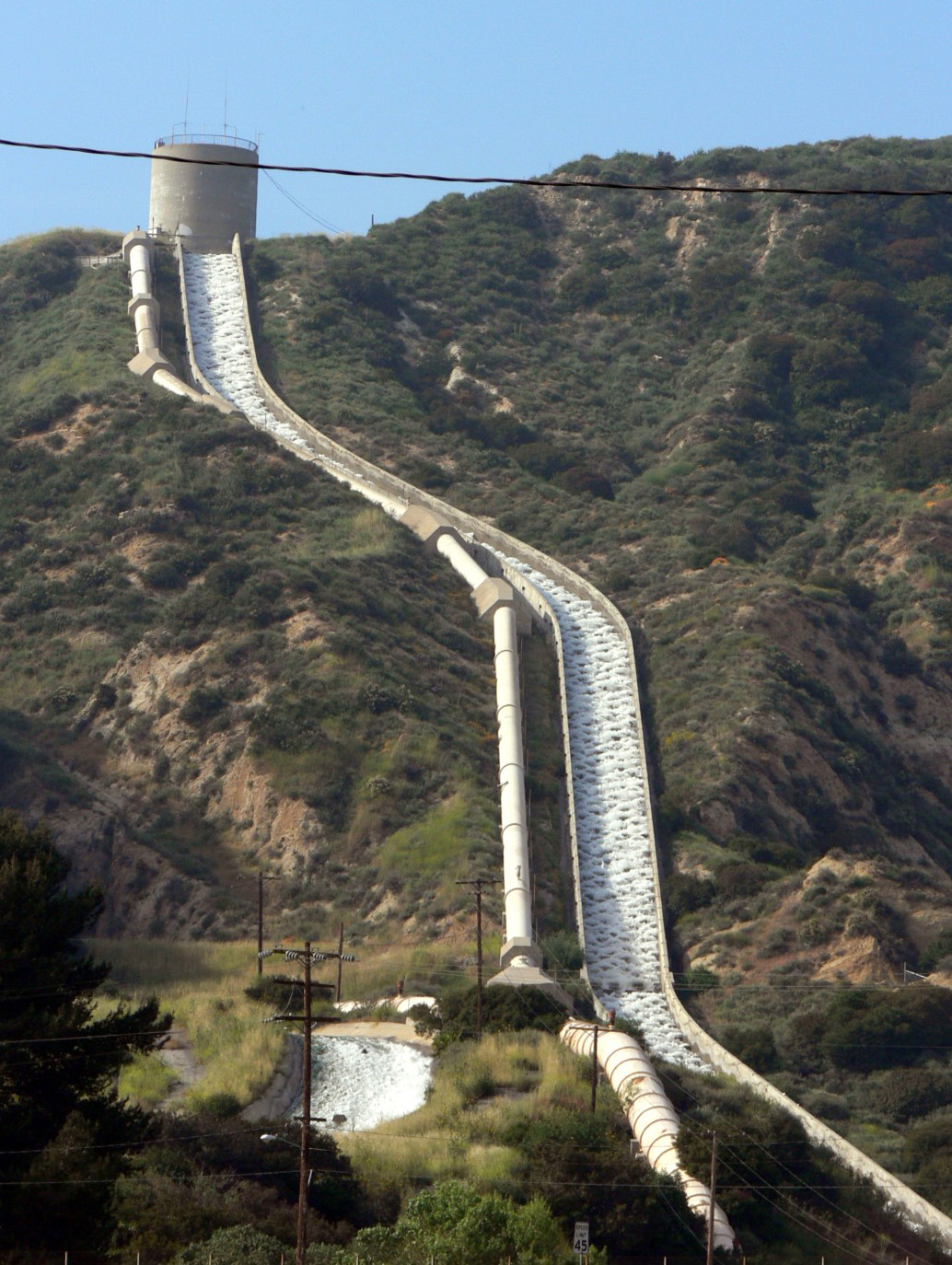
シルマー付近のロサンゼルス上水路滝

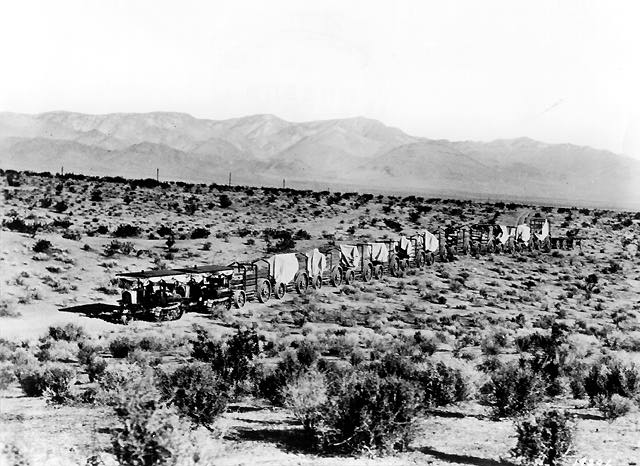
ロサンゼルス上水路建設のために2両の履帯式蒸気動車が長い荷物車を牽引する。1909年

ロサンゼルス上水路（ロサンゼルスじょうすいろ）はアメリカ合衆国カリフォルニア州ロサンゼルスの上水道をまかなう上水路である。
ロサンゼルス上水路は2つある。一次ロサンゼルス上水路、1913年開削の別名「オーエンズバレー上水路」と1970年完成の二次ロサンゼルス上水路である。

## 一次ロサンゼルス上水路
元祖ロサンゼルス上水路はカリフォルニアのオーエンズ川からカリフォルニアのロサンゼルス市へ上水を引く。アイルランド移民の自己流技師でロサンゼルスの水電力長のウイリアム・ムルホランドにより設計された。
この企画は、1905年に2,450万ドルの予算で開始された。その建設に5,000名の人足が雇用され、1913年に完成した。それは、約356キロメートル（223マイル）の3.65メートル（12フィート）鋼管、193キロメートル（120マイル）の鉄道線路、2つの水力発電所、274キロメートル（170マイル）の送電線、386キロメートル（240マイル）の電話線、1つのセメント工場と805キロメートル（500マイル）の道路からなる。 水路は、重力落下式なのでそこそこに自律的であり、経費が安く抑えられる。1928年に聖クラリタ峡谷とベンチャラ郡に洪水をもたらした「聖フランシス堰」の破滅的損壊はムルホランドを失脚させ、金銭的に破滅させた と、数年前に立ち退かされたオーエンズバレーの百姓のストライキを除けば、よく機能し現在も使われている。
ロサンゼルス上水路の建設により、オーエンズバレーの農業は壊滅し、オーエンズ湖の生態系に被害を与えた。ウイリアム・ムルホランドとその仲間、ロサンゼルス・タイムスの編集者 ハリソン・グレイ・オーチスは、詐欺的戦略を用いてオーエンズ川の水利権を得たとして批判される。しかし、ロサンゼルスの発展には上水路は不可欠であったので、その立場も理解された。

## 二次ロサンゼルス上水路
二次ロサンゼルス上水路は、オーエンズ湖のすぐ南のハイウィー貯水池から始まるモノ盆地からの水利権を最大利用するように建設された。。ほぼ、一次ロサンゼルス上水路に並行し、水を約220キロメートル（137マイル）運ぶ。8,900万ドルかかり、1970年に完成した。